# Messier 103
Messier 103, M103 sau NGC 581 este un roi deschis, situat în constelația Cassiopeia. A fost descoperit în aprilie 1781 de către Pierre Méchain și înregistrat ca M103 de către Charles Messier. De asemenea, a fost observat încă o dată de către John Herschel și în anul 1825 de către Wilhelm Struve.

## Legături externe
- Open Cluster M103 @ SEDS Messier pages
- Open Cluster M103 @ Skyhound.com
- Messier 103 la WikiSky: DSS2, SDSS, GALEX, IRAS, Hydrogen α, X-Ray, Astrophoto, Sky Map, Articole și imagini

Coordonate:  01h 33.2m 00s, +60° 42′ 00″